# Alberto Farnese
Alberto Farnese, parfois crédité  Albert Farley, est un acteur italien, né à Palombara Sabina (Latium) le 3 juin 1926 et mort à Rome le 2 juin 1996.
Il est apparu dans environ quatre-vingt-dix films, téléfilms ou séries télévisées entre 1951 et 1989.

## Biographie

### Origines
Alberto Farnese naît sous le nom d'état civil de Alberto Quaglini le 3 juin 1926 à Palombara Sabina dans le Latium.

### Carrière
Actif pendant plus de quarante ans des années 1950 au début des années 1990, Alberto Farnese a également été interprète de romans-photos et a parfois été crédité comme « Albert Farley ». 
Interprète éclectique et persévérant (il a tourné au total environ quatre-vingt-dix films), il a travaillé dans des productions cinématographiques de différents pays (France, Espagne et Allemagne, entre autres), apparaissant également dans des fictions télévisées (en Italie et Allemagne).
Son vaste répertoire comprenait autant des films de genre dramatique — dont des films historiques, péplums, westerns et films policiers — que des films comiques ou de comédie à l’italienne ainsi que des comédies musicales.
On relèvera notamment les films suivants : Le Fils de personne (1951), L'Île des passions (1952), Le Destin d'une mère (1954), La Voix du cœur (it) et La Femme aux deux visages (1955).
Il figure par ailleurs dans la distribution du film espagnol Amanecer en puerta oscura (es) de José María Forqué, qui a remporté un « Ours d'argent spécial » au Festival de Berlin de 1957.

### Mort
Alberto Farnese meurt le 2 juin 1996 à Rome, la veille de son 70e anniversaire.

## Filmographie partielle
- 1951 : Le Fils de personne (I figli di nessuno) de Raffaello Matarazzo
- 1952 : L'Île des passions (Menzogna) d'Ubaldo Maria Del Colle
- 1953 : Légion étrangère (Legione straniera) de Basilio Franchini
  - Femmes damnées (Donne proibite) de Giuseppe Amato
- 1954 :
  - L'Or de Naples (L’oro di Napoli) de Vittorio De Sica
  - Le Destin d'une mère (Ripudiata), de Giorgio Walter Chili
- 1955 :
  - La Voix du cœur (it) (La canzone del cuore) de Carlo Campogalliani
  - La Femme aux deux visages (L'angelo bianco) de Raffaello Matarazzo
- 1957 : La Belle et le Corsaire (Il corsaro della Mezza Luna) de G. M. Scotese
- 1960 :
  - Le Secret du chevalier d'Éon de Jacqueline Audry
  - La Charge de Syracuse  (L'assedio di Siracusa) de Pietro Francisci
  - Le Géant de Thessalie  (I giganti della Tessaglia) de Riccardo Freda
- 1961 :
  - Néfertiti, reine du Nil (Nefertite Regina del Nilo) de Fernando Cerchio
  - La Reine des Amazones (La regina delle amazzoni) de Vittorio Sala
- 1962 : Les Don Juan de la Côte d'Azur (I Dongiovanni della Costa Azzurra) de Vittorio Sala
  - Le Retour du fils du cheik (Il figlio dello sceicco) de Mario Costa
- 1964 :
  - Maciste et les Filles de la vallée  (La valle dell'eco tonante) d'Amerigo Anton
  - La Fureur des gladiateurs (I due gladiatori)  de Mario Caiano
  - Le Léopard de la jungle noire (Sandokan contro il leopardo di Sarawak) de Luigi Capuano
  - Le Trésor de Malaisie (Sandokan alla riscossa) de Luigi Capuano
- 1966 : Pas d'orchidée pour le shérif (Un dólar de fuego) de Nick Nostro : sénateur Dana Harper
- 1967 : Ringo le hors-la-loi (Cinco pistolas de Texas) d'Ignacio Iquino et Juan Xiol
- 1970 : Les Vengeurs de l'Ave Maria (I vindicatori dell'Ave Maria) de Bitto Albertini : John Parker
- 1971 : Un beau monstre  de Sergio Gobbi
- 1972 :
  - Ramdam à Amsterdam (El Magnifico Tony Carrera) de José Antonio de la Loma
  - Les Tueurs à gages (Camorra) de Pasquale Squitieri
- 1973 : L'Affaire Dominici de Claude Bernard-Aubert
- 1987 : Bianco Apache de Claudio Fragasso et Bruno Mattei